# Ракитное (село, Ракитновский район)
Ракитное (укр. Рокитне) — село, центр Ракитновского сельского совета Рокитновского района Ровненской области Украины.
Население по переписи 2001 года составляло 4890 человек. Почтовый индекс — 34200. Телефонный код — 3635. Код КОАТУУ — 5625085601.

## Местный совет
34208, Ровненская обл., Рокитновский р-н, с. Ракитное, ул. Соборная, 31.